# Вечер във Византия
Вечер във Византия е американски филм по едноименния роман на Ъруин Шоу.
Филмът и романът от 20 век (1973) стават особено актуални в началото на 21 век, тъй като описват акт на тероризъм, при който Америка е нападната със самолети. На 11 септември 2001 година Съединените американски щати действително са нападнати от терористи-камикадзета със самолети (виж Атентати от 11 септември 2001 г.).